# مؤسسه ترویج جامعه باز
مؤسسه ترویج جامعه باز (APOS) در سال ۲۰۱۵ میلادی با هدف گسترش و تقویت فرهنگ تحمل، آزادی و دموکراسی در آلمان توسط تأسیس شد. اهداف اساسی این مؤسسه، توسعه حقوق بشر و فرهنگ لیبرالی به منظور غلبه بر موانع گسترش جامعه باز است. «مؤسسه ترویج جامعه باز» عمدتاً در مورد تغییرات سیاسی، اقتصادی، اجتماعی و فرهنگی در ایران با هدف ترویج جامعه باز، فرهنگ دموکراتیک و افزایش آگاهی عمومی فعالیت می‌کند. به عنوان نهادی که توسط ایرانیان در آلمان تأسیس شده، این مؤسسه همچنین به روند ادغام مهاجران ایرانی در آلمان علاقه‌مند است. بنیان‌گذار این مؤسسه، رضا احمدی معرفی شده و منبع مالی این نهاد، نیز اعلام نشده است.

## مأموریت
مأموریت این مؤسسه در سه بخش اصلی زیر تعریف شده‌است:
- نخست؛ ایجاد و تقویت روابط با اندیشمندان، کارآفرینان، فعالان اقتصادی و اجتماعی، به‌ویژه از خاورمیانه، شمال آفریقا و اروپا، با تمرکز ویژه بر مسائل ایران.
- دوم؛ فعالیت در زمینه‌هایی مانند «کیفیت حکمرانی» در جمهوری اسلامی ایران، فساد و راستی‌آزمایی داده‌ها در زمینه‌های مختلف و همچنین تبیین مزایای جامعه آزاد و دموکراتیک.
- سوم؛ ایجاد و تقویت روابط با اندیشکده‌ها -به‌ویژه در خاورمیانه، شمال آفریقا و اروپا- با هدف انجام پروژه‌های مشترک با تمرکز ویژه بر مسائل ایران و خاورمیانه.

همکاران این مؤسسه خود از مهاجرانی هستند که در اروپا اقامت دارند و برای ادغام مهاجران در اروپا به‌ویژه در کشور آلمان فعالیت می‌کنند. مؤسسه ترویج جامعه باز از سال ۲۰۱۷ با همکاری وقف ملی آمریکا برای دموکراسی (NED) پروژه فسادبان را راه‌اندازی کرده‌است. محورهای این پروژه بررسی کیفیت حکمرانی در ایران بر اساس شاخص‌های حکمرانی خوب، شناخت ریشه‌های فساد و راستی‌آزمایی است.

## نامه سرگشاده به صدراعظم آلمان
«مؤسسه ترویج جامعه باز» در فوریه ۲۰۲۰ در نامه‌ای سرگشاده به آنگلا مرکل صدراعظم آلمان خواستار حمایت او از اعتراضات آزادی‌خواهانه مردم ایران و موضع‌گیری قاطعانه در برابر نقض حقوق بشر توسط رهبران جمهوری اسلامی شد.
در این نامه مورخ بهمن ۱۳۹۸ با اشاره به موارد متعدد نقض حقوق بشر و سرکوب گسترده اعتراضات و قتل‌ عام بیش از ۱۵۰۰ نفر از معترضان توسط نیروهای امنیتی و همچنین هدف قرارگرفتن هواپیمای مسافربری اوکراینی توسط پدافند سپاه پاسداران انقلاب اسلامی و لاپوشانی این جنایت، از آنگلا مرکل و دولت آلمان خواسته شد «با محکوم‌کردن نقض حقوق بشر توسط رژیم ایران از اعتراضات مردم حمایت کنند تا بدین‌وسیله یک بار دیگر برای جامعه جهانی مشخص شود که قرارگرفتن حقوق بشر در بالاترین درجه اهمیت در قانون اساسی آلمان، در همه سیاست‌ها و رویکردهای دولت آلمان به اجرا می‌رسد.»

## پروژه کووید ۱۹
مؤسسه ترویج جامعه باز موفق شد در ماه ژوئن سال ۲۰۲۰، از بنیاد رابرت بوش که یکی از شناخته‌شده‌ترین سازمان‌ها در آلمان است، کمک مالی برای راه‌اندازی پروژه‌ای با هدف افزایش آگاهی فارسی‌زبانان آلمان در مورد کرونا دریافت کند.

## پروژه راستی‌آزمایی
«مؤسسه ترویج جامعه باز» از سال ۲۰۲۰ بر پروژه راستی‌آزمایی و درست‌سنجی اخبار در حکمرانی جمهوری اسلامی ایران متمرکز شده‌است و داده‌ها و ادعاهای منتشر شده در حکمرانی جمهوری اسلامی را راستی‌آزمایی می‌کند. این پروژه گزارش‌ها و اخبار مختلف از جمله در زمینه تحریم، آمارهای دولتی، فساد اداری و اقتصادی و به‌ویژه ادعاهای مقام‌های مسئول در جمهوری اسلامی را راستی‌آزمایی می‌کند. تحلیل و گزارش‌های این پروژه با بیانی ساده و در عین حال، دقیق و مستند تولید می‌شوند و به دست مخاطبان در داخل و خارج از ایران می‌رسند.

##### کارزار صدای ایران
مؤسسه ترویج جامعه باز در شهریور ماه سال ۱۴۰۰ با همکاری دو مؤسسه غیرانتفاعی دیگر و جمعی از فعالان حقوق بشر کارزاری را به نام صدای ایران با هدف «انعکاس صدای ایرانیان داخل ایران» به سیاست‌گذاران و افکار عمومی در آلمان و «محکومیت نقض حقوق بشر در جمهوری اسلامی» راه‌اندازی کرد.
این کارزار از دولت آلمان می‌خواهد تا بهعنوان یک کشور دموکراتیک ضمن موضع‌گیری شفاف دربارهٔ جمهوری اسلامی، با این حکومت ناقض حقوق بشر و ترویج کننده تروریسم همکاری نکند و در کنار مردم ایران بایستد.
در گام نخست این کمپین، ۳۰۰ وسیله حمل و نقل عمومی به‌مدت سه ماه در چهار شهر بزرگ آلمان، شامل هامبورگ، برلین، دوسلدورف و کلن با تصاویری از جان‌باختگان آبان ۹۸ و هواپیمای اوکراینی به حرکت درآمدند تا «افکار عمومی» در آلمان را نسبت به سرکوب و نقض گسترده حقوق بشر در جمهوری اسلامی آگاه کند.
این کمپین در گام‌های بعدی با ابزارهای مختلف، «رسانه‌ها» و «دولت جدید آلمان» را مخاطب قرار خواهد داد و صدای مردم ایران را به آنها خواهد رساند تا از آنان خواسته شود به جای حمایت از یک حکومت سرکوبگر که مروج تروریسم و آشوب در منطقه و دنیاست، از خواست مردم ایران برای گذار به دموکراسی پشتیبانی کنند.

##### حمایت گروهی از دانشجویان ایرانی از شاهزاده رضا پهلوی
همزمان با ۱۸ تیر ۱۴۰۱، گروهی از دانشجویان ایرانی در ایران و آلمان بیانیه‌ای به مناسبت سالگرد ۱۸ تیر، اعتراضات دانشجویی سال ۱۳۷۸ منتشر کرده و از شاهزاده رضا پهلوی به عنوان "نمادی ملی در جریان گذار" از جمهوری اسلامی حمایت کرده‌اند. 
این بیانیه با تلاش موسسه "ترویج جامعه باز" تهیه شده و امضاکنندگان داخل ایران به دلیل مسائل امنیتی تنها اول حروف نام و نام خانوادگی خود را منتشر کرده‌اند. اما برخی دانشجویان از آلمان با اسم کامل خود این بیانیه را امضا کرده‌اند. 
از داخل آلمان دانشجویان ایرانی از مونیخ، دوسلدورف و توبینگن و از داخل ایران نیز دانشجویان دانشگاه‌های تهران، پلی‌تکنیک، صنعتی شریف، علم و صنعت، همدان، شاهرود و شیراز این بیانیه را امضا کرده‌اند. 

##### حمایت ۱۱۱۵ معترض خیابانی از شاهزاده رضا پهلوی و‌ شهبانو‌ فرح
همزمان با شروع اعترضات ۱۴۰۱ این موسسه در نشر بیانیه‌ای به معترضان کمک رساند. 
در این بیانیه که توسط  ۱۱۱۵ معترض امضا و منتشر شد به نقش «شاهزاده رضا پهلوی و شهبانو فرح پهلوی به عنوان رهبران اصلی مخالفان جمهوری اسلامی اشاره شد و از ایشان به‌عنوان تکیه گاه قابل اعتماد برای دوران گذار» یاد شده است.
همچنین این امضا کنندگان این بیانیه «ماندن در خیابان»، «اعتصابات سراسری» در داخل ایران و‌ همراهی ایرانیان خارج با شرکت در تظاهراتهای گسترده مهمترین شیوه برای سرنگونی این «نظام فاسد واپس گرا» می‌دانند.
طبق اخبار منتشر شده ۵ تن از ایپ معترضان بازداشت شدند. اسامی این افراد: 
1. آروین منافی (هنرمند)
2. غنچه قنبرزاده (هنرمند)
3. هوشیار رستمیان (هنرمند)
4. سروش تقیان (هنرمند)
5. کاوه مختاری (هنرمند)

##### فراخوان جهانی برای حقوق بشر
موسسه ترویج جامعه‌ باز در فراخوانی از مردم سراسر جهان دعوت کرد روز شنبه ۱۹ آذر ۱۴۰۱ در همبستگی با «انقلاب مبتنی بر ارزش‌های سکولار و مطالبات زندگی‌محور» در ایران در شهرهای مختلف تجمع کنند.
این موسسه اعلام کرد تاکنون ۱۰ موسسه و ۳۰ شهر از این فراخوان حمایت کرده‌اند.